# Joseph D. Taylor

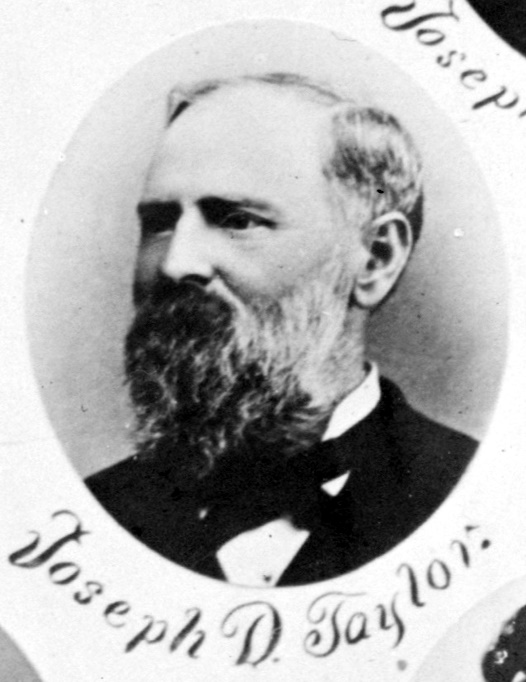
Joseph D. Taylor (1887)

Joseph Danner Taylor (* 7. November 1830 in Goshen Township, Ohio; † 19. September 1899 in Cambridge, Ohio) war ein US-amerikanischer Politiker der Republikanischen Partei. Vom 2. Januar 1883 bis zum 3. März 1885 und vom 4. März 1887 bis zum 3. März 1893 war er Mitglied des Repräsentantenhauses der Vereinigten Staaten für den 16., 17. und 18. Kongressdistrikt des Bundesstaates Ohio.

## Biografie
Geboren wurde Taylor in Goshen Township. Die Schule besuchte er im Clermont County. Er besuchte dann das College und wurde Lehrer. Von 1854 bis 1856 war er Lehrer an der Fairview High School, ab 1857 Direktor der High School. An der University of Cincinnati studierte er später Jura. 1860 erhielt er dort den Juris Doctor. Im gleichen Jahr wurde er als Rechtsanwalt zugelassen und eröffnete eine Kanzlei in Cambridge. 1861 gründete er die Guernsey Times, eine Tageszeitung deren Besitzer er bis 1871 war.
Während des Sezessionskrieges diente Taylor in der Union Army. Von 1863 bis 1865 war er als Judge Advocate tätig. Nach dem Ende des Krieges ging er in die Politik. So war er Delegierter bei den Republican National Conventions 1876 und 1880.
Erstmals ins US-Repräsentantenhaus wurde Taylor 1883 im 16. Distrikt von Ohio in einer Special Election gewählt. Dort beendete er die Legislaturperiode des verstorbenen Jonathan T. Updegraff. Bei den regulären Wahlen kandidierte er im 17. Distrikt, mit Erfolg. Dort saß er allerdings nur eine Legislaturperiode. 1887 zog er erneut für den 17. Distrikt ins House ein. Diesmal vertrat er diesen Distrikt zwei Legislaturperioden. 1891 wechselte er in den 18. Distrikt, den er nochmals eine Legislaturperiode vertrat. 1893 schied er endgültig aus. Er zog sich nach Cambridge zurück, wo er 1899 starb.  Er wurde dort auf dem South Cemetery beigesetzt.